# Final de la Copa del Rey de fútbol 2018-19
La Final de la Copa del Rey de fútbol 2018-19 fue la 115.ª edición de la definición del torneo y se disputó el 25 de mayo de 2019. El 28 de enero de 2019 se anunció que la final se celebraría en el Estadio Benito Villamarín de Sevilla por primera vez en la historia del estadio verdiblanco. Se emitió en televisión por La 1 de Televisión Española, obteniendo una audiencia promedio de 6.430.000 espectadores (44% de cuota). El FC Barcelona jugaba su 8.ª final de las últimas 9, mientras que el Valencia CF jugaba su primera final (y consiguiendo el trofeo) tras 11 años de espera. 

## Camino a la final
| F. C. Barcelona         | F. C. Barcelona         | F. C. Barcelona         | Eliminatoria           | Valencia C. F.          | Valencia C. F.          | Valencia C. F.          |
| ----------------------- | ----------------------- | ----------------------- | ---------------------- | ----------------------- | ----------------------- | ----------------------- |
| Rival                   | Resultado               | Resultado               | Fase final             | Rival                   | Resultado               | Resultado               |
| Cultural Leonesa        |                         | 0 – 1                   | Dieciseisavos de final | C. D. Ebro              |                         | 1 – 2                   |
| Cultural Leonesa        |                         | 4 – 1                   | Dieciseisavos de final | C. D. Ebro              |                         | 1 – 0                   |
| Resultado global: 5 – 1 | Resultado global: 5 – 1 | Resultado global: 5 – 1 | Dieciseisavos de final | Resultado global: 3 – 1 | Resultado global: 3 – 1 | Resultado global: 3 – 1 |
| Levante U. D.           |                         | 2 – 1                   | Octavos de final       | Real Sporting de Gijón  |                         | 2 – 1                   |
| Levante U. D.           |                         | 3 – 0                   | Octavos de final       | Real Sporting de Gijón  |                         | 3 – 0                   |
| Resultado global: 4 – 2 | Resultado global: 4 – 2 | Resultado global: 4 – 2 | Octavos de final       | Resultado global: 4 – 2 | Resultado global: 4 – 2 | Resultado global: 4 – 2 |
| Sevilla F. C.           |                         | 2 – 0                   | Cuartos de final       | Getafe C. F.            |                         | 1 – 0                   |
| Sevilla F. C.           |                         | 6 – 1                   | Cuartos de final       | Getafe C. F.            |                         | 3 – 1                   |
| Resultado global: 6 – 3 | Resultado global: 6 – 3 | Resultado global: 6 – 3 | Cuartos de final       | Resultado global: 3 – 2 | Resultado global: 3 – 2 | Resultado global: 3 – 2 |
| Real Madrid C. F.       |                         | 1 – 1                   | Semifinales            | Real Betis              |                         | 2 – 2                   |
| Real Madrid C. F.       |                         | 0 – 3                   | Semifinales            | Real Betis              |                         | 1 – 0                   |
| Resultado global: 4 – 1 | Resultado global: 4 – 1 | Resultado global: 4 – 1 | Semifinales            | Resultado global: 3 – 2 | Resultado global: 3 – 2 | Resultado global: 3 – 2 |

## Partido
| 13    | Guardameta     | Jasper Cillessen  |     |
| 2     | Defensa        | Nélson Semedo     | 46' |
| 3     | Defensa        | Gerard Piqué      |     |
| 15    | Defensa        | Clément Lenglet   |     |
| 18    | Defensa        | Jordi Alba        |     |
| 4     | Centrocampista | Ivan Rakitić      | 77' |
| 5     | Centrocampista | Sergio Busquets   |     |
| 8     | Centrocampista | Arthur Melo       | 46' |
| 20    | Delantero      | Sergi Roberto     |     |
| 10    | Delantero      | Lionel Messi      |     |
| 7     | Delantero      | Philippe Coutinho |     |
| D. T. | D. T.          | Ernesto Valverde  |     |

| 1     | Guardameta     | Jaume Domènech         |     |
| 18    | Defensa        | Daniel Wass            |     |
| 24    | Defensa        | Ezequiel Garay         |     |
| 5     | Defensa        | Gabriel Paulista       |     |
| 14    | Defensa        | José Luis Gayà         |     |
| 8     | Centrocampista | Carlos Soler           |     |
| 10    | Centrocampista | Daniel Parejo          | 65' |
| 17    | Centrocampista | Francis Coquelin       |     |
| 7     | Centrocampista | Gonçalo Guedes         |     |
| 19    | Delantero      | Rodrigo Moreno         | 88' |
| 9     | Delantero      | Kévin Gameiro          | 72' |
| D. T. | D. T.          | Marcelino García Toral |     |

| 22 | Centrocampista | Arturo Vidal | 46' |
| 14 | Delantero      | Malcom       | 46' |
| 21 | Centrocampista | Carles Aleñá | 77' |

| 6  | Centrocampista | Geoffrey Kondogbia | 65' |
| 21 | Defensa        | Cristiano Piccini  | 72' |
| 12 | Defensa        | Mouctar Diakhaby   | 88' |

| 73' | Lionel Messi | 1:2 |

| 21' · 33' | Kevin Gameiro Rodrigo | 0:1 0:2 |

| 61' · 89' | Sergio Busquets Arturo Vidal |

| 53' · 70' | José Luis Gayà Geoffrey Kondogbia |

| Principal  | Undiano Mallenco       |
| Asistentes | Alonso Fernández       |
|            | Prieto López de Ceraín |
| Cuarto     | De Burgos Bengoetxea   |

| Asistentes VAR | Sánchez Martínez       |
|                | Díaz Pérez del Palomar |

|                    |     |     |
| Tiros              | 26  | 9   |
| Tiros a puerta     | 6   | 4   |
| Faltas             | 8   | 13  |
| Saques de esquina  | 9   | 2   |
| Penaltis           | 0   | 0   |
| Fueras de juego    | 1   | 0   |
| Posesión del balón | 63% | 37% |

| Alineación inicial |

| 13    | Guardameta     | Jasper Cillessen  |     |
| 2     | Defensa        | Nélson Semedo     | 46' |
| 3     | Defensa        | Gerard Piqué      |     |
| 15    | Defensa        | Clément Lenglet   |     |
| 18    | Defensa        | Jordi Alba        |     |
| 4     | Centrocampista | Ivan Rakitić      | 77' |
| 5     | Centrocampista | Sergio Busquets   |     |
| 8     | Centrocampista | Arthur Melo       | 46' |
| 20    | Delantero      | Sergi Roberto     |     |
| 10    | Delantero      | Lionel Messi      |     |
| 7     | Delantero      | Philippe Coutinho |     |
| D. T. | D. T.          | Ernesto Valverde  |     |

| 1     | Guardameta     | Jaume Domènech         |     |
| 18    | Defensa        | Daniel Wass            |     |
| 24    | Defensa        | Ezequiel Garay         |     |
| 5     | Defensa        | Gabriel Paulista       |     |
| 14    | Defensa        | José Luis Gayà         |     |
| 8     | Centrocampista | Carlos Soler           |     |
| 10    | Centrocampista | Daniel Parejo          | 65' |
| 17    | Centrocampista | Francis Coquelin       |     |
| 7     | Centrocampista | Gonçalo Guedes         |     |
| 19    | Delantero      | Rodrigo Moreno         | 88' |
| 9     | Delantero      | Kévin Gameiro          | 72' |
| D. T. | D. T.          | Marcelino García Toral |     |

| 22 | Centrocampista | Arturo Vidal | 46' |
| 14 | Delantero      | Malcom       | 46' |
| 21 | Centrocampista | Carles Aleñá | 77' |

| 6  | Centrocampista | Geoffrey Kondogbia | 65' |
| 21 | Defensa        | Cristiano Piccini  | 72' |
| 12 | Defensa        | Mouctar Diakhaby   | 88' |

| 73' | Lionel Messi | 1:2 |

| 21' · 33' | Kevin Gameiro Rodrigo | 0:1 0:2 |

| 61' · 89' | Sergio Busquets Arturo Vidal |

| 53' · 70' | José Luis Gayà Geoffrey Kondogbia |

| Principal  | Undiano Mallenco       |
| Asistentes | Alonso Fernández       |
|            | Prieto López de Ceraín |
| Cuarto     | De Burgos Bengoetxea   |

| Asistentes VAR | Sánchez Martínez       |
|                | Díaz Pérez del Palomar |

|                    |     |     |
| Tiros              | 26  | 9   |
| Tiros a puerta     | 6   | 4   |
| Faltas             | 8   | 13  |
| Saques de esquina  | 9   | 2   |
| Penaltis           | 0   | 0   |
| Fueras de juego    | 1   | 0   |
| Posesión del balón | 63% | 37% |

| Alineación inicial |

| 13    | Guardameta     | Jasper Cillessen  |     |
| 2     | Defensa        | Nélson Semedo     | 46' |
| 3     | Defensa        | Gerard Piqué      |     |
| 15    | Defensa        | Clément Lenglet   |     |
| 18    | Defensa        | Jordi Alba        |     |
| 4     | Centrocampista | Ivan Rakitić      | 77' |
| 5     | Centrocampista | Sergio Busquets   |     |
| 8     | Centrocampista | Arthur Melo       | 46' |
| 20    | Delantero      | Sergi Roberto     |     |
| 10    | Delantero      | Lionel Messi      |     |
| 7     | Delantero      | Philippe Coutinho |     |
| D. T. | D. T.          | Ernesto Valverde  |     |

| 1     | Guardameta     | Jaume Domènech         |     |
| 18    | Defensa        | Daniel Wass            |     |
| 24    | Defensa        | Ezequiel Garay         |     |
| 5     | Defensa        | Gabriel Paulista       |     |
| 14    | Defensa        | José Luis Gayà         |     |
| 8     | Centrocampista | Carlos Soler           |     |
| 10    | Centrocampista | Daniel Parejo          | 65' |
| 17    | Centrocampista | Francis Coquelin       |     |
| 7     | Centrocampista | Gonçalo Guedes         |     |
| 19    | Delantero      | Rodrigo Moreno         | 88' |
| 9     | Delantero      | Kévin Gameiro          | 72' |
| D. T. | D. T.          | Marcelino García Toral |     |

| 22 | Centrocampista | Arturo Vidal | 46' |
| 14 | Delantero      | Malcom       | 46' |
| 21 | Centrocampista | Carles Aleñá | 77' |

| 6  | Centrocampista | Geoffrey Kondogbia | 65' |
| 21 | Defensa        | Cristiano Piccini  | 72' |
| 12 | Defensa        | Mouctar Diakhaby   | 88' |

| 73' | Lionel Messi | 1:2 |

| 21' · 33' | Kevin Gameiro Rodrigo | 0:1 0:2 |

| 61' · 89' | Sergio Busquets Arturo Vidal |

| 53' · 70' | José Luis Gayà Geoffrey Kondogbia |

| Principal  | Undiano Mallenco       |
| Asistentes | Alonso Fernández       |
|            | Prieto López de Ceraín |
| Cuarto     | De Burgos Bengoetxea   |

| Asistentes VAR | Sánchez Martínez       |
|                | Díaz Pérez del Palomar |

|                    |     |     |
| Tiros              | 26  | 9   |
| Tiros a puerta     | 6   | 4   |
| Faltas             | 8   | 13  |
| Saques de esquina  | 9   | 2   |
| Penaltis           | 0   | 0   |
| Fueras de juego    | 1   | 0   |
| Posesión del balón | 63% | 37% |

| Alineación inicial |

| 13    | Guardameta     | Jasper Cillessen  |     |
| 2     | Defensa        | Nélson Semedo     | 46' |
| 3     | Defensa        | Gerard Piqué      |     |
| 15    | Defensa        | Clément Lenglet   |     |
| 18    | Defensa        | Jordi Alba        |     |
| 4     | Centrocampista | Ivan Rakitić      | 77' |
| 5     | Centrocampista | Sergio Busquets   |     |
| 8     | Centrocampista | Arthur Melo       | 46' |
| 20    | Delantero      | Sergi Roberto     |     |
| 10    | Delantero      | Lionel Messi      |     |
| 7     | Delantero      | Philippe Coutinho |     |
| D. T. | D. T.          | Ernesto Valverde  |     |

| 1     | Guardameta     | Jaume Domènech         |     |
| 18    | Defensa        | Daniel Wass            |     |
| 24    | Defensa        | Ezequiel Garay         |     |
| 5     | Defensa        | Gabriel Paulista       |     |
| 14    | Defensa        | José Luis Gayà         |     |
| 8     | Centrocampista | Carlos Soler           |     |
| 10    | Centrocampista | Daniel Parejo          | 65' |
| 17    | Centrocampista | Francis Coquelin       |     |
| 7     | Centrocampista | Gonçalo Guedes         |     |
| 19    | Delantero      | Rodrigo Moreno         | 88' |
| 9     | Delantero      | Kévin Gameiro          | 72' |
| D. T. | D. T.          | Marcelino García Toral |     |

| 22 | Centrocampista | Arturo Vidal | 46' |
| 14 | Delantero      | Malcom       | 46' |
| 21 | Centrocampista | Carles Aleñá | 77' |

| 6  | Centrocampista | Geoffrey Kondogbia | 65' |
| 21 | Defensa        | Cristiano Piccini  | 72' |
| 12 | Defensa        | Mouctar Diakhaby   | 88' |

| 73' | Lionel Messi | 1:2 |

| 21' · 33' | Kevin Gameiro Rodrigo | 0:1 0:2 |

| 61' · 89' | Sergio Busquets Arturo Vidal |

| 53' · 70' | José Luis Gayà Geoffrey Kondogbia |

| Principal  | Undiano Mallenco       |
| Asistentes | Alonso Fernández       |
|            | Prieto López de Ceraín |
| Cuarto     | De Burgos Bengoetxea   |

| Asistentes VAR | Sánchez Martínez       |
|                | Díaz Pérez del Palomar |

|                    |     |     |
| Tiros              | 26  | 9   |
| Tiros a puerta     | 6   | 4   |
| Faltas             | 8   | 13  |
| Saques de esquina  | 9   | 2   |
| Penaltis           | 0   | 0   |
| Fueras de juego    | 1   | 0   |
| Posesión del balón | 63% | 37% |

| Alineación inicial |

|                                    |
| Bandera de la Comunidad Valenciana |
| Campeón                            |
| Valencia C. F.                     |
| 8.º título                         |